# 오일러 수 (조합론)
조합론에서 오일러 수(Euler數, 영어: Eulerian number)는 주어진 개수의 역행을 가지는 순열을 세는 수이다.

## 정의
오일러 수는 다음과 같다.
{\displaystyle \left\langle {n \atop m}\right\rangle =\sum _{k=0}^{m}(-1)^{k}{\binom {n+1}{k}}(m+1-k)^{n}}
이를 {\displaystyle A(n,m)}이나 {\displaystyle E(n,m)}으로 쓰기도 한다.
오일러 수 {\displaystyle \textstyle \left\langle {n \atop m}\right\rangle }는 정수의 집합 {\displaystyle \{1,2,\ldots ,n\}}의 순열 {\displaystyle a_{1},a_{2},\dots ,a_{n}} 가운데, {\displaystyle a_{i}>a_{i+1}}인 {\displaystyle i}가 정확히 {\displaystyle m}개 있는 순열들의 개수이다. 즉, 순열을 기본적으로 증가하는 것으로 간주할 경우, "역행"이 {\displaystyle m}번 일어나는 {\displaystyle n}원소 순열의 개수이다.
오일러 다항식 {\displaystyle A_{n}(x)}은 오일러 수를 계수로 하는 다항식이다.
{\displaystyle A_{n}(x)=\sum _{m=0}^{n}\left\langle {n \atop m}\right\rangle x^{m}}

## 역사

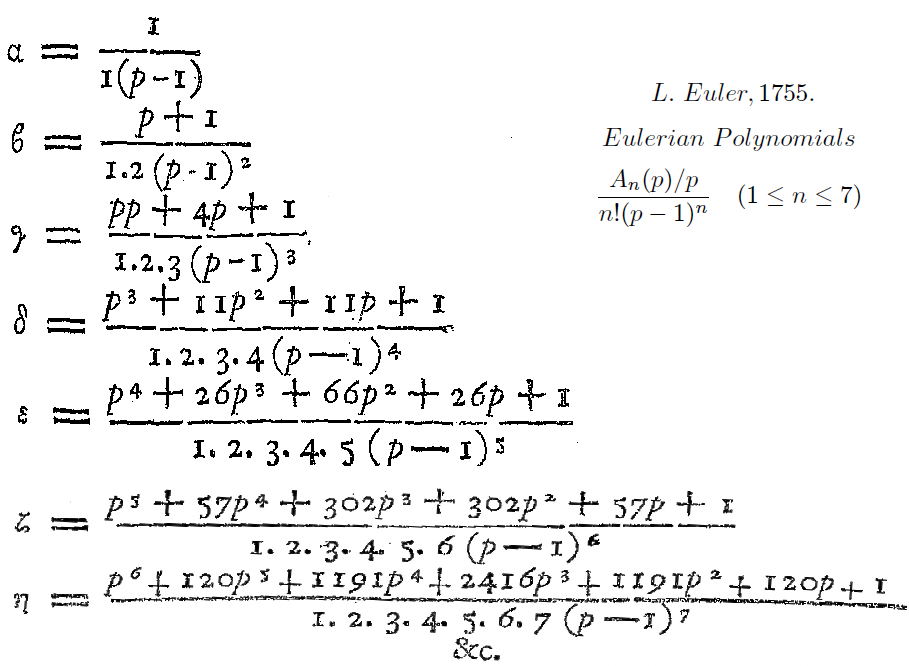
오일러의 《미분학의 기초》

오일러 수와 오일러 다항식은 1755년에 레온하르트 오일러의 책 《미분학의 기초 및 유한 해석과 급수에 대한 응용》(라틴어: Institutiones calculi differentialis cum eius usu in analysi finitorum ac doctrina serierum)에 최초로 등장한다. 여기서 등장하는 다항식 {\displaystyle \alpha _{1}(x)}, {\displaystyle \alpha _{2}(x)} 등은 오늘날 오일러 다항식와 약간의 차이를 보이지만 기본적으로 같은 대상이다.

## 표
낮은 차수의 오일러 수는 다음과 같다. (OEIS의 수열 A008292) 이러한 표를 오일러 삼각형이라고 하며, 파스칼 삼각형과 여러 유사한 성질을 가진다. n번째 행의 수들의 합은 {\displaystyle n!}이다.
| n \ m | 0 | 1   | 2     | 3     | 4      | 5     | 6     | 7   | 8 |
| ----- | - | --- | ----- | ----- | ------ | ----- | ----- | --- | - |
| 1     | 1 |     |       |       |        |       |       |     |   |
| 2     | 1 | 1   |       |       |        |       |       |     |   |
| 3     | 1 | 4   | 1     |       |        |       |       |     |   |
| 4     | 1 | 11  | 11    | 1     |        |       |       |     |   |
| 5     | 1 | 26  | 66    | 26    | 1      |       |       |     |   |
| 6     | 1 | 57  | 302   | 302   | 57     | 1     |       |     |   |
| 7     | 1 | 120 | 1191  | 2416  | 1191   | 120   | 1     |     |   |
| 8     | 1 | 247 | 4293  | 15619 | 15619  | 4293  | 247   | 1   |   |
| 9     | 1 | 502 | 14608 | 88234 | 156190 | 88234 | 14608 | 502 | 1 |

## 참고 문헌
1. ↑  Eulerus, Leonardus (1755). 《Institutiones calculi differentialis cum eius usu in analysi finitorum ac doctrina serierum》 (라틴어). Academia imperialis scientiarum Petropolitana.

- Graham, Ronald L.; Donald E. Knuth, Oren Patashnik (1994). 《Concrete Mathematics: A Foundation for Computer Science》 (영어) 2판. Addison-Wesley.